# Кагосима рамэн
Кагосима рaмэн (яп. 鹿児島ラーメン、鹿児島拉麺、鹿児島柳麺 Кагосима ра:мэн) — японское блюдо с пшеничной лапшой, представляющее собой региональную вариацию рамэна, происходящую родом из префектуры Кагосима. Представляет собой недорогое блюдо быстрого питания, обладающее большой энергетической ценностью.

## Основные ингредиенты
Основу супа составляет бульон из свиных костей — тонкоцу (яп. 豚骨). Он немного мутноватый, в него добавляют куриный бульон, овощи, сушёные сардины, ламинарию и сушёные грибы.

## Роль в региональной кухне
Рамен из Кагосимы — единственный вид рамэна, на который по географическим и историческим причинам не влияет рамэн из Куруме. Размер лапши немного толще, чем в вариациях из других регионов Японии. По сравнению с другими местными разновидностями рамена, размер лапши и вкус супа сильно отличаются; в каждом ресторане есть свои рецепты. Обычно готовое блюдо подаётся с маринованным дайконом. В некоторых вариациях используется тёмный бульон. Как правило, в Кагосима-рамэне особое внимание уделяется сочетанию всех ингредиентов, что делает суп более мягким на вкус.
В Кагосиме есть множество магазинов, в меню которых уже давно присутствует мисо-рамэн. Однако его вкус отличается от более распространенного мисо-рамэна из Саппоро, поэтому он называется Кагосима-мисо-рамэн. Первый ресторан, специализирующийся на местной вариации рамэна — «Ноборуя» — открылся в 1947 году и проработал до 2016 года. Он не известен на национальном уровне, но был популярен среди местных жителей.